# 11469 Rozitis
11469 Rozitis eller 1981 EZ42 är en asteroid i huvudbältet som upptäcktes den 2 mars 1981 av den amerikanska astronomen Schelte J. Bus vid Siding Spring-observatoriet. Den är uppkallad efter Benjamin Rozitis.